# Avrămești (okręg Harghita)
Avrămești (węg. Szentábrahám) – wieś w Rumunii, w okręgu Harghita, w gminie Avrămești. W 2011 roku liczyła 826 mieszkańców.